# 2008年のMLBオールスターゲーム
2008年のMLBオールスターゲームはアメリカンリーグとナショナルリーグの間で行われた79回目のオールスターゲーム。2008年7月15日にニューヨーク・ヤンキースの本拠地ヤンキー・スタジアムで行われた。監督は、ナショナルリーグはコロラド・ロッキーズ監督クリント・ハードル、アメリカンリーグはボストン・レッドソックス監督テリー・フランコーナが務めた。
試合結果はアメリカンリーグが延長15回の激戦を制し 4-3 で勝利した。これによりアメリカンリーグのタンパベイ・レイズが2008年のワールドシリーズのホームフィールド・アドバンテージを獲得した。アメリカンリーグは1997年以来これで1引き分けを挟み11連勝となった。MVPは7回に同点2ランを放つなど4打数2安打2打点の活躍を見せたJ・D・ドリューが受賞。

## 凡例
- 表中の守備の項は守備位置を示し以下の略記で示す。
SP:先発投手 RP:救援投手 P:投手 C:捕手 1B:一塁手 2B:二塁手 SS:遊撃手 3B:三塁手
RF:右翼手 CF:中堅手 LF:左翼手 OF:外野手 DH:指名打者
- 表中のチーム名の略称についてはチームの表記参照。
- †：出場辞退 ‡：代替選出

## オープニングセレモニー
試合前のセレモニーでは、殿堂入りした選手・監督総勢49名の紹介とともに先発メンバーが紹介されるという趣向で行われた。ニューヨーク・ヤンキースのホームグラウンドで行われたため宿敵ボストン・レッドソックス、及び、同じニューヨークに本拠地を置くニューヨーク・メッツの選手は大きなブーイングで迎えられた。
アメリカの歌手シェリル・クロウによってアメリカ国歌の斉唱が行われ、その後の始球式はヤンキース出身の殿堂入り選手、リッチ・ゴセージ、レジー・ジャクソン、ヨギ・ベラ、ホワイティ・フォードの4名によって行われた。

## 試合結果

### 先発メンバー
| 打順 | 選手（チーム）             | 守備 |
| ---- | -------------------------- | ---- |
| 1    | ハンリー・ラミレス (FLA)   | SS   |
| 2    | チェイス・アトリー (PHI)   | 2B   |
| 3    | ランス・バークマン (HOU)   | 1B   |
| 4    | アルバート・プホルス (STL) | DH   |
| 5    | チッパー・ジョーンズ (ATL) | 3B   |
| 6    | マット・ホリデイ (COL)     | RF   |
| 7    | ライアン・ブラウン (MIL)   | LF   |
| 8    | 福留孝介 (CHC)             | CF   |
| 9    | ジオバニー・ソト (CHC)     | C    |
|      |                            |      |
| 先発 | ベン・シーツ (MIL)         | P    |

| 打順 | 選手（チーム）               | 守備 |
| ---- | ---------------------------- | ---- |
| 1    | イチロー (SEA)               | RF   |
| 2    | デレク・ジーター (NYY)       | SS   |
| 3    | ジョシュ・ハミルトン (TEX)   | CF   |
| 4    | アレックス・ロドリゲス (NYY) | 3B   |
| 5    | マニー・ラミレス (BOS)       | LF   |
| 6    | ミルトン・ブラッドリー (TEX) | DH   |
| 7    | ケビン・ユーキリス (BOS)     | 1B   |
| 8    | ジョー・マウアー (MIN)       | C    |
| 9    | ダスティン・ペドロイア (BOS) | 2B   |
|      |                              |      |
| 先発 | クリフ・リー (CLE)           | P    |

### 試合経過
アメリカンリーグが 4-3 で勝利し、11連勝（1引き分けを挟む）を記録した。オールスターゲームでの11連勝は1972年から1982年にナショナルリーグが達成して以来史上2度目である。試合は延長15回、試合時間4時間50分の激戦となった。延長15回は1967年以来、試合時間は史上最長であった。通算対戦成績はアメリカンリーグの37勝40敗2分。
|                  | 1 | 2 | 3 | 4 | 5 | 6 | 7 | 8 | 9 | 10 | 11 | 12 | 13 | 14 | 15 | R | H  | E |
| ---------------- | - | - | - | - | - | - | - | - | - | -- | -- | -- | -- | -- | -- | - | -- | - |
| ナショナルリーグ | 0 | 0 | 0 | 0 | 1 | 1 | 0 | 1 | 0 | 0  | 0  | 0  | 0  | 0  | 0  | 3 | 13 | 4 |
| アメリカンリーグ | 0 | 0 | 0 | 0 | 0 | 0 | 2 | 1 | 0 | 0  | 0  | 0  | 0  | 0  | 1  | 4 | 14 | 1 |

1. 勝利：スコット・カズミアー (1-0)
2. 敗戦：ブラッド・リッジ (0-1)
3. 本塁打
NL：マット・ホリデイ (1)
AL：J・D・ドリュー (1)
4. 観客動員数：55,632人　試合時間：4時間50分

先発投手は、ナショナルリーグがベン・シーツ、アメリカンリーグがクリフ・リー。先制点は4回、アメリカンリーグ4番手アービン・サンタナからマット・ホリデイがソロ本塁打で先制。5回にもランス・バークマンの犠牲フライで2-0と突き放す。アメリカンリーグは7回、J・D・ドリューがナショナルリーグ4番手エディンソン・ボルケスから2点本塁打を放ち同点に追いつく。8回表、ナショナルリーグはエイドリアン・ゴンザレスの犠牲フライで勝ち越すが、その裏アメリカンリーグはエバン・ロンゴリアの二塁打で1点を返し、3-3の同点のまま延長戦に突入、その後は両リーグ追加点を奪えずしばらく均衡状態が続く。試合が動いたのは15回裏、11番手で登板したブラッド・リッジが2安打1四球を与え、1死満塁とするとマイケル・ヤングの犠牲フライでアメリカンリーグがサヨナラ勝ちを収めた。

### 記録
- 一試合最多三振（34）、盗塁（7）、残塁（28）、起用投手（23）、起用選手（63）。
- 一試合最多失策（3）、ダン・アグラ。なおアグラはレギュラーシーズン、ポストシーズン、オールスターゲームを含め同一試合3三振・3失策・併殺打を記録した史上初の選手となった。

## 選出選手
試合がアメリカンリーグで開催されるため指名打者制がとられた。地元ニューヨーク・ヤンキースからは、ファン投票でアレックス・ロドリゲス、デレク・ジーターが、監督推薦によってマリアノ・リベラの3名が選ばれた。

### ファン投票選出
ファン投票は4月29日から7月2日まで大リーグ公式サイトなどで行われ、結果は7月6日に発表された。最多得票は、ナショナルリーグが3,889,602票を獲得したチェイス・アトリー（PHI）、アメリカンリーグが3,934,518票を獲得したアレックス・ロドリゲス（NYY）。デビッド・オルティーズとアルフォンソ・ソリアーノは怪我を理由に出場を辞退している。
| 守備 | 選手（チーム）                   | 選出 | 得票数    |
| ---- | -------------------------------- | ---- | --------- |
| C    | ジオバニー・ソト (CHC)           | 初   | 3,096,135 |
| C    | ジェイソン・ケンドール (MIL)     | -    | 2,503,376 |
| C    | ブライアン・マッキャン (ATL)     | 3    | 1,749,707 |
|      |                                  |      |           |
| 1B   | ランス・バークマン (HOU)         | 5    | 3,373,696 |
| 1B   | プリンス・フィルダー (MIL)       | -    | 2,596,217 |
| 1B   | デレク・リー (CHC)               | -    | 2,374,916 |
|      |                                  |      |           |
| 2B   | チェイス・アトリー (PHI)         | 3    | 3,889,602 |
| 2B   | マーク・デローサ (CHC)           | -    | 2,039,576 |
| 2B   | リッキー・ウィークス (MIL)       | -    | 1,874,503 |
|      |                                  |      |           |
| 3B   | チッパー・ジョーンズ (ATL)       | 6    | 3,772,211 |
| 3B   | アラミス・ラミレス (CHC)         | 2    | 2,432,700 |
| 3B   | デビッド・ライト (NYM)           | 3    | 1,740,929 |
|      |                                  |      |           |
| SS   | ハンリー・ラミレス (FLA)         | 初   | 2,326,285 |
| SS   | J・J・ハーディ (MIL)             | -    | 2,207,730 |
| SS   | ミゲル・テハダ (HOU)             | 5    | 2,025,995 |
|      |                                  |      |           |
| OF   | ライアン・ブラウン (MIL)         | 初   | 3,835,840 |
| OF   | アルフォンソ・ソリアーノ (CHC) † | 7    | 3,353,840 |
| OF   | 福留孝介 (CHC)                   | 初   | 2,994,935 |
| OF   | ケン・グリフィーJr. (CIN)        | -    | 2,907,746 |
| OF   | コーリー・ハート (MIL)           | 初   | 2,366,008 |

| 守備 | 選手（チーム）                 | 選出 | 得票数    |
| ---- | ------------------------------ | ---- | --------- |
| C    | ジョー・マウアー (MIN)         | 2    | 2,885,246 |
| C    | ジェイソン・バリテック (BOS)   | 3    | 2,216,344 |
| C    | イバン・ロドリゲス (DET)       | -    | 1,483,425 |
|      |                                |      |           |
| 1B   | ケビン・ユーキリス (BOS)       | 初   | 2,858,130 |
| 1B   | ジャスティン・モルノー (MIN)   | 2    | 2,801,307 |
| 1B   | ジェイソン・ジアンビ (NYY)     | -    | 1,668,126 |
|      |                                |      |           |
| 2B   | ダスティン・ペドロイア (BOS)   | 初   | 2,492,698 |
| 2B   | イアン・キンズラー (TEX)       | 初   | 2,458,455 |
| 2B   | ロビンソン・カノ (NYY)         | -    | 1,458,126 |
|      |                                |      |           |
| 3B   | アレックス・ロドリゲス (NYY)   | 12   | 3,934,518 |
| 3B   | マイク・ローウェル (BOS)       | -    | 2,006,101 |
| 3B   | ジョー・クリーディ (CWS)       | 初   | 1,175,229 |
|      |                                |      |           |
| SS   | デレク・ジーター (NYY)         | 9    | 3,747,437 |
| SS   | マイケル・ヤング (TEX)         | 5    | 2,317,403 |
| SS   | エドガー・レンテリア (DET)     | -    | 987,147   |
|      |                                |      |           |
| OF   | ジョシュ・ハミルトン (TEX)     | 初   | 3,708,709 |
| OF   | マニー・ラミレス (BOS)         | 12   | 3,428,577 |
| OF   | イチロー (SEA)                 | 8    | 2,012,912 |
| OF   | J.D.ドリュー (BOS)             | 初   | 1,881,321 |
| OF   | ブラディミール・ゲレーロ (LAA) | -    | 1,736,074 |
|      |                                |      |           |
| DH   | デビッド・オルティーズ (BOS) † | 5    | 3,554,209 |
| DH   | 松井秀喜 (NYY)                 | -    | 2,198,042 |
| DH   | ジム・トーミ (CWS)             | -    | 1,417,796 |

### 監督推薦
三塁手で選出されたデビッド・ライトと指名打者で選出のミルトン・ブラッドリーが、アルフォンソ・ソリアーノとデビッド・オルティーズの出場辞退のためそれぞれ代替で先発出場した。
| 守備 | 選手（チーム）                 | 選出 |
| ---- | ------------------------------ | ---- |
| SP   | アーロン・クック (COL)         | 初   |
| SP   | ダン・ヘイレン (ARI)           | 2    |
| SP   | ティム・リンスカム (SF)        | 初   |
| SP   | カルロス・マーモル (CHC)       | 初   |
| SP   | ベン・シーツ (MIL)             | 4    |
| SP   | エディンソン・ボルケス (CIN)   | 初   |
| SP   | ブランドン・ウェブ (ARI)       | 2    |
| SP   | カルロス・ザンブラーノ (CHC)   | 3    |
| RP   | ライアン・デンプスター (CHC)   | 2    |
| RP   | ブラッド・リッジ (PHI)         | 2    |
| RP   | ビリー・ワグナー (NYM)         | 6    |
| RP   | ブライアン・ウィルソン (SF)    | 初   |
| RP   | ケリー・ウッド (CHC)           | 2    |
| C    | ラッセル・マーティン (LAD)     | 2    |
| C    | ブライアン・マッキャン (ATL)   | 3    |
| 1B   | エイドリアン・ゴンザレス (SD)  | 初   |
| 1B   | アルバート・プホルス (STL)     | 7    |
| 2B   | ダン・アグラ (FLA)             | 2    |
| 3B   | アラミス・ラミレス (CHC)       | 2    |
| 3B   | デビッド・ライト (NYM) ‡       | 3    |
| SS   | クリスチャン・グーズマン (WSH) | 2    |
| SS   | ミゲル・テハダ (HOU)           | 5    |
| OF   | コーリー・ハート (MIL)         | 初   |
| OF   | マット・ホリデイ (COL)         | 3    |
| OF   | ライアン・ラドウィック (STL)   | 初   |
| OF   | ネイト・マクラウス (PIT)       | 初   |

| 守備 | 選手（チーム）                     | 選出 |
| ---- | ---------------------------------- | ---- |
| SP   | ロイ・ハラデイ (TOR)               | 5    |
| SP   | スコット・カズミアー (TB)          | 2    |
| SP   | クリフ・リー (CLE)                 | 初   |
| SP   | アービン・サンタナ (LAA)           | 初   |
| SP   | ジョー・ソーンダース (LAA)         | 初   |
| RP   | ジャスティン・デュークシャー (OAK) | 2    |
| RP   | ジョー・ネイサン (MIN)             | 3    |
| RP   | ジョナサン・パペルボン (BOS)       | 3    |
| RP   | マリアノ・リベラ (NYY)             | 9    |
| RP   | フランシスコ・ロドリゲス (LAA)     | 3    |
| RP   | ジョージ・シェリル (BAL)           | 初   |
| RP   | ホアキム・ソリア (KC)              | 初   |
| C    | ディオナー・ナバーロ (TB)          | 初   |
| C    | ジェイソン・バリテック (BOS)       | 3    |
| 1B   | ジャスティン・モルノー (MIN)       | 2    |
| 2B   | イアン・キンズラー (TEX)           | 初   |
| 3B   | ジョー・クリーディ (CWS)           | 初   |
| 3B   | カルロス・ギーエン (DET)           | 3    |
| 3B   | エバン・ロンゴリア (TB)            | 初   |
| SS   | マイケル・ヤング (TEX)             | 5    |
| OF   | J.D.ドリュー (BOS)                 | 初   |
| OF   | カルロス・クエンティン (CWS)       | 初   |
| OF   | グレイディ・サイズモア (CLE)       | 3    |
| DH   | ミルトン・ブラッドリー (TEX) ‡     | 初   |

### 最終投票
選出選手の発表後、選出に漏れた選手の中から各リーグ5名が選ばれ、最後の1枠をかけたファン投票（All-Star Final Vote）が行われた。投票はMLB公式ウェブサイト上でのオンライン投票で実施された。投票は7月6日から7月10日まで行われ、ナショナルリーグはコーリー・ハート（MIL）が、アメリカンリーグはエバン・ロンゴリア（TB）が選出された。
| 選手（チーム）            | 守備 | 過去 選出 |
| ------------------------- | ---- | --------- |
| コーリー・ハート (MIL)    | OF   | 0         |
| デビッド・ライト (NYM) ‡  | 3B   | 3         |
| パット・バレル (PHI)      | OF   | 0         |
| アーロン・ローワンド (SF) | OF   | 1         |
| カルロス・リー (HOU)      | OF   | 3         |

| 選手（チーム）             | 守備 | 過去 選出 |
| -------------------------- | ---- | --------- |
| エバン・ロンゴリア (TB)    | 3B   | 0         |
| ジャーメイン・ダイ (CWS)   | OF   | 2         |
| ジェイソン・ジアンビ (NYY) | 1B   | 5         |
| ブライアン・ロバーツ (BAL) | 2B   | 2         |
| ホセ・ギーエン (KC)        | OF   | 0         |

## ホームランダービー
オールスターゲーム前日の7月14日に第24回ホームランダービーが開催された。1回戦でテキサス・レンジャースのジョシュ・ハミルトンが2005年にボビー・アブレイユの打った24本の記録を破る28本の本塁打を放った。そのハミルトンも決勝では3本と振るわず、5本を打ったミネソタ・ツインズのジャスティン・モルノーが優勝した。カナダ勢で初の優勝者となった。前年の優勝者ブラディミール・ゲレーロは、オールスターに選出されなかったこともあり休日は家族と過ごすことを選び出場を辞退した。

### ルール
本塁打以外は見逃しを除いて全てアウトとし、10アウトまでに何本塁打を打てるかを競う。第1ラウンド上位4名が第2ラウンドに進出する。第2ラウンドでは第1ラウンドとの合計本数を競い、上位2名が決勝へ進む。決勝ではそれまでの2回のラウンドは関係なく、決勝戦の本数だけで競う。第1・第2ラウンドともに複数の選手が同点で並んだ場合には5アウト方式のプレイオフを行う。9アウトになるとボールが普通のものから "ゴールデン・ボール" に変更される。これをホームランにすると1球ごとに17,000ドルが、大リーグ機構とスポンサーから慈善団体 "ボーイズ・アンド・ガールズ・クラブス・オブ・アメリカ" に寄付される。

### 結果
| 順位 | 選手（チーム）               | ラウンド1 | ラウンド2 | 1+2 | 決勝 |
| ---- | ---------------------------- | --------- | --------- | --- | ---- |
| 1    | ジャスティン・モルノー (MIN) | 8         | 9         | 17  | 5    |
| 2    | ジョシュ・ハミルトン (TEX)   | 28        | 4         | 32  | 3    |
|      |                              |           |           |     |      |
| 3    | ランス・バークマン (HOU)     | 8         | 6         | 14  | －   |
| 4    | ライアン・ブラウン (MIL)     | 7         | 7         | 14  | －   |
|      |                              |           |           |     |      |
| 5    | ダン・アグラ (FLA)           | 6         | －        | 6   | －   |
| 6    | グレイディ・サイズモア (CLE) | 6         | －        | 6   | －   |
| 7    | チェイス・アトリー (PHI)     | 5         | －        | 5   | －   |
| 8    | エバン・ロンゴリア (TB)      | 3         | －        | 3   | －   |

## フューチャーズゲーム
試合が行われる2日前の7月13日には、ヤンキー・スタジアムでマイナーリーグのオールスターゲーム“フューチャーズゲーム”が開催された。試合は世界選抜が米国選抜を 3-0 で下し、MVPには、2点本塁打を放つなど2打数2安打2打点を記録した世界選抜の林哲瑄（台湾出身 / レッドソックス傘下）が選ばれた。
|          | 1 | 2 | 3 | 4 | 5 | 6 | 7 | 8 | 9 | R | H | E |
| -------- | - | - | - | - | - | - | - | - | - | - | - | - |
| 世界選抜 | 1 | 0 | 0 | 0 | 0 | 0 | 2 | 0 | 0 | 3 | 9 | 0 |
| 米国選抜 | 0 | 0 | 0 | 0 | 0 | 0 | 0 | 0 | 0 | 0 | 3 | 1 |

1. 勝利：カルロス・カラスコ
2. 敗戦：クレイトン・リチャード